# Guerre révolutionnaire

Monument commémoratif chinois.

La guerre révolutionnaire est un concept maoïste,,, qui considère que la révolution ne peut être faite que dans le cadre d'une action politico-militaire.
Dans un sens plus large, on parle parfois de guerre révolutionnaire lorsque celle-ci est entraînée par une révolution - ainsi, la guerre d'indépendance des États-Unis (1775-1783) ou les guerres de la Révolution française de 1792-1802).

## Le concept de guerre révolutionnaire dans la pensée militaire française
Dans les années 1950, la France connaît un renouveau de sa pensée militaire. Pleinement intégrée dans la structure militaire de l'OTAN dès sa création en 1949, elle reste, par ailleurs, engagée dans les conflits de décolonisation, développant ainsi une expérience de guerre irrégulière. Il y a donc une sorte d'écartèlement de la pensée militaire française entre la réflexion sur la « grande guerre » (la guerre classique limitée ou la guerre nucléaire) et l'expérience de la « petite guerre » (la guerre révolutionnaire et la contre-insurrection). À partir de 1945, l'Armée française mène des guerres contre des adversaires non étatiques, en Indochine (1946-1954) et en Algérie (1954-1962). Plusieurs officiers français (entre autres, les chefs de bataillon, plus tard généraux, Lucien Poirier, Maurice Prestat et le capitaine et plus tard général Pierre Saint-Macary, écrivant sous le nom de plume Ximenes,,,, et les colonels Jacques Hogard, Charles Lacheroy, et Roger Trinquier) ont réalisé des études approfondies sur la menace de guerre révolutionnaire et ont aussi développé des doctrines de contre-guérilla,. Ils sont parmi les premiers occidentaux à lire Mao et à essayer de comprendre le concept de guerre révolutionnaire.
La doctrine de la guerre révolutionnaire (DGR) vise à couper les insurgés de la population, en contrôlant une partie de celle-ci dans des camps de regroupement. La distinction, généralement très arbitraire, entre « populations contaminées » et « populations saines » permet de justifier l'élimination des premières et l'endoctrinement des secondes. Des camps de regroupement sont organisés par les troupes françaises au Cambodge en 1952, en Algérie à partir de 1956 et au Cameroun à partir de 1957. La méthode est aussi employée par l'armée britannique au Kenya pour soumettre la révolte des Mau Mau dans les années 1950.
Les exécutions sommaires de prisonniers sont courantes (elles sont surnommées en Algérie « crevettes Bigeard » pour désigner le largage en mer de personnes; des prisonniers sont également précipités dans des fleuves au Cameroun). Ces disparitions forcées permettent de se débarrasser de preuves de la répression et d’empêcher la médiatisation des assassinats.
Selon Mathieu Rigouste, la doctrine française de la guerre contre-révolutionnaire, conçue durant les guerres d'indépendance d'Indochine et d'Algérie, a été organisée autour de la représentation d'un « pourrissement rouge et vert », désignant l'alliance entre les communistes et les colonisés. D'après l'auteur, cette sorte de métaphore médicale a joué un rôle primordial dans la légitimation des théories de la guerre révolutionnaire et des pratiques de « guerre totale » - contre des civils et des nationaux - menées par l'Armée française en Algérie comme une méthode proprement éthique et scientifique, nécessaire, urgente et indispensable pour assurer la survie du « monde libre ». La même technique discursive "a accompagné le passage de techniques de guerre dans le domaine policier et permis de gérer une manifestation de colonisés comme une opération de défense."
La doctrine est officiellement abandonnée en 1960, le général de Gaulle souhaitant repenser la doctrine militaire française autour de l'arme nucléaire (le premier essai nucléaire a lieu le 13 février 1960). Après la semaine des barricades d'Alger, le 5e bureau d'action psychologique est dissous et de nombreux officiers sont purgés. Pourtant, dans les faits, l'armée française continue de l'employer dans ses opérations au Cameroun et forme à cette doctrine les futurs armées des colonies africaines prochainement indépendantes.